# Orquesta Sinfónica de Castilla y León
La Orquesta Sinfónica de Castilla y León (también conocida por sus siglas OSCyL) es el conjunto orquestal oficial de la Comunidad castellana y leonesa.
Consta de más de 80 músicos de diferentes nacionalidades y ha tenido cuatro directores oficiales: Max Bragado-Darman, Alejandro Posada, Lionel Bringuier, Andrew Gourlay y Thierry Fischer. Tiene su sede oficial desde el año 2007 en el Miguel Delibes, centro cultural de la ciudad de Valladolid.
A lo largo de más de tres décadas, la OSCyL ha ofrecido centenares de conciertos junto a una larga lista de artistas, entre los que han destacado los maestros Jesús López Cobos (director emérito), Semyon Bychkov, Vasily Petrenko, Gianandrea Noseda, Leonard Slatkin, Pinchas Steinberg, Giovanni Antonini, Yan Pascal Tortelier, Jukka-Pekka Saraste, David Afkham o Leopold Hager; los cantantes Ian Bostridge, Leo Nucci, Renée Fleming, Juan Diego Flórez, Magdalena Kožená, Rufus Wainwright y Angela Gheorghiu; e instrumentistas como Daniel Barenboim, Vilde Frang, Maria João Pires, Frank Peter Zimmermann, Javier Perianes, Truls Mørk, Viktoria Mullova, Ivo Pogorelich, Emmanuel Pahud, Chick Corea, Michel Camilo, Midori, Nikolai Lugansky, Pinchas Zukerman y Vadim Repin, entre otros.
La OSCyL ha llevado a cabo importantes estrenos y realizado diversas grabaciones para Deutsche Grammophon, Bis, Naxos, Tritó o Verso.
- Datos: Q614725